# هانسن (دهانه)
هانسن یک دهانه برخوردی در ماه‌ است.

## دهانه‌های اقماری
این دهانه ۲ دهانه اقماری دارد.
| Hansen | عرض جغرافیایی | طول جغرافیایی | قطر          |
| ------ | ------------- | ------------- | ------------ |
| A      | ۱۳.۳° N       | ۷۴.۳° E       | ۱۳.۰ کیلومتر |
| B      | ۱۴.۳° N       | ۷۹.۹° E       | ۸۰.۰ کیلومتر |